# Shambhala (mythe)
Pour les articles homonymes, voir Shambhala.
Le Shambhala (en sanskrit शम्भल « lieu du bonheur paisible »), Shambhalla, Shambala ou Shamballa, est un mythe hindo-bouddhiste qui a été intégré, à l'époque moderne, dans divers récits syncrétiques et/ou initiatiques dans lesquels d'autres croyances de l'humanité, et en particulier la théosophie, se sont exprimées.

## Dans la mythologie bouddhiste
Shambhala (tibétain bde byung) est un pays mythique, dépositaire de l'enseignement du kalachakra qui fut transmis par le Bouddha à la demande de son roi Suchandra. Il est décrit dans le Tantra Kalachakra et ses commentaires. Selon le 14e Dalai Lama, c'est une terre pure qui, bien qu'étant terrestre, ne peut cependant pas être située sur une carte ; seuls y ont accès ceux qui ont acquis le karma convenable. Selon le tantra, le 25e roi de Shambhala reviendra dans le monde pour en chasser les forces obscures et établir un âge d'or. Il existe une prière pour renaître à Shambhala, rédigée par le 6e panchen-lama.

### Description
Dans le bouddhisme tibétain, sur les thangkas, le royaume de Shambhala est représenté de forme circulaire et encerclé de montagnes, avec sa capitale, Kalapa, au centre. Au sud de la capitale se trouve le parc du Bois de santal qui abrite le mandala de Kalachakra tridimensionnel construit en pierres précieuses par le roi Suchandra. À l’est et à l’ouest du parc se trouvent les lacs du Petit Manasa et du Lotus blanc. Des mystiques ayant « visité » Shambhala ou l’ayant vu en vision en ont laissé des descriptions. Parmi eux, Mipham Rinpoché, maître rimé du XIXe siècle.
Tous les habitants sont éveillés grâce à l’enseignement du kalachakra préservé par les rois dont la liste est fournie. Les sept premiers sont nommés « rois du dharma », puis, à  partir de Manjusrikirti (Manjusri Yashas), kalki (sk.) ou rigden (tib.), « maîtres de lignée » ou « dépositaires de la tradition ». Ils sont en général considérés comme des avatars de déités : le premier roi Suchandra est un avatar de Vajrapani, les kalkis sont avatars de Manjusri ou parfois d'Avalokiteshvara (Pundarika). Le 25e kalki Raudrachakrin qui se manifestera dans le monde pour anéantir les ennemis du dharma serait un avatar de Sarvanivarana-Vishkambhin. Les ennemis mentionnés dans cette prophétie du tantra sont nommés Mlecchas et sont adeptes des huit prophètes « asuras » : Adam, Noé (sk. Anogha, certains proposent Enoch) Abraham, Moïse, Mani (sk. Shvetavastri, littéralement « vêtu de blanc ») Mahomet et le Mahdi. Leur figure s'inspire manifestement des adversaires musulmans des royaumes hindo-bouddhistes à l'époque de la rédaction du tantra,. L’interprétation traditionnelle soutient qu’il s’agit d’une représentation de la lutte contre les forces du mal.
Le mythe de Shambhala, tout comme le kalachakra, s'interprète selon trois niveaux : « externe » « interne » et « autre ». Le premier voit le royaume comme une contrée accessible seulement à ceux qui ont acquis le karma nécessaire ; l’interprétation interne situe Shambhala dans le corps et l’esprit du pratiquant ; la dernière interprétation le place dans un mandala qui guide la méditation.

### Shambhala et le kalachakra

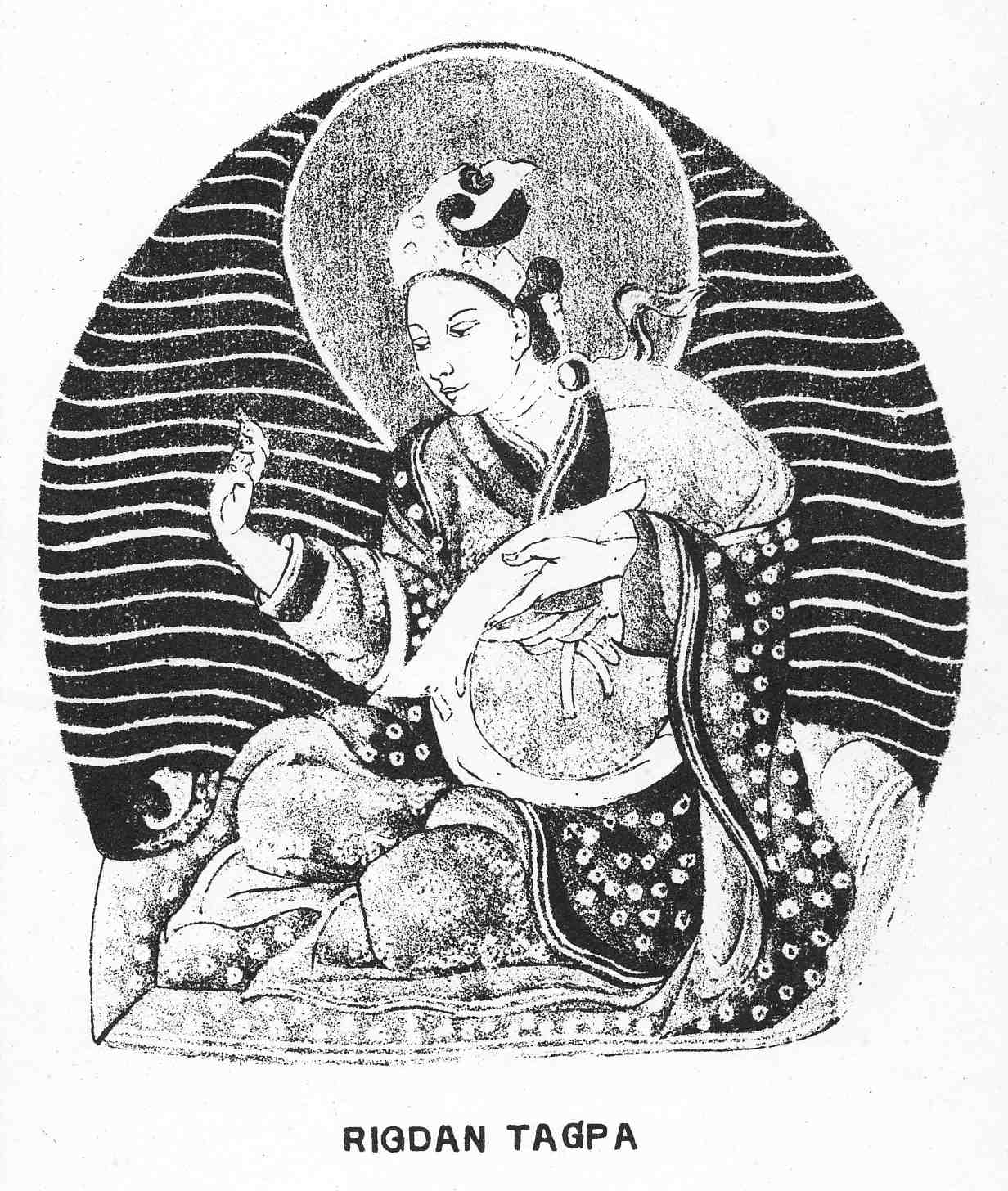
Rigdan Tagpa ou Manjushrí Kírti, roi de Shambhala.

À la demande du roi Suchandra qui désirait atteindre l’éveil sans abandonner ses fonctions royales et guerrières de kshatriya, le Bouddha aurait enseigné sous la forme de la déité Kalachakra le premier Tantra Kalachakra à Dhanyakataka (ti. Palden Drepung) près de l’actuelle Amaravati, au même moment où, dédoublé, il donnait le célèbre sermon du mont des Vautours à Rajagriha. Shambhala devint alors un royaume dont tous les habitants étaient éveillés. Plusieurs centaines d’années après, le roi Manjushrikirti (ti.Rigden Tagpa) aurait rédigé le tantra actuel Sri Kalachakra ou Laghutantra (ti. bsDusrgyud), un abrégé de l’enseignement d’origine, et son fils Pundarika (ti. Padma Dkarpo) serait l’auteur du commentaire Vimalaprabha. Le 11e roi, Durjaya (927?-1027?) (ti. Gyalka) aurait transmis le Laghutantra en 966 au sage indien Chilupa ou Kalachakrapada (ti. Jamyang Dorje), lui apparaissant sous la forme de Manjusri. Kalachakrapada l’aurait transmis à Nadapada (Naropa), qui l’aurait transmis à Atisha. Il existe en fait différentes lignées de transmission du kalachakra au Tibet, où il est connu de toutes les traditions. Il est particulièrement important chez les gelug et les kagyu.

## Dans la mythologie bön
Le thème du royaume parfait dissimulé dans l’Himalaya existe aussi dans le bön : il s’agit en l’occurrence du berceau de cette religion. Il prend le nom  d’Ol-mo-lung-ring. Les textes de la mythologie bön appellent la capitale de l'ancien royaume de Zhang Zhung tout simplement Shambhala.

## Dans l'hindouisme
Shambhala n'a qu'un rôle très secondaire dans la littérature religieuse et est parfois relié au culte du seigneur rishi Sanat Kumara ou seigneur de la flamme, premier de quatre enfants du Créateur Brahma. Sanat Kumara apparaît dans la Chandogya Upanishad (Devanagri: छान्दोग्य उपनिषद्) ou aussi dans le jaïnisme et a fait l'objet de nombreux commentaires modernes d'inspiration théosophique ou New Age. On y relate notamment l'utilisation par les dieux de vimanas (sanscrit : विमान) ou chariots volants.

## Dans la théosophie, le New Age et les croyances modernes occidentales
La fondatrice de la Société théosophique, Helena Blavatsky, évoque Shambhala dans son livre La Doctrine secrète. À la suite de la chute de la Lémurie, certains survivants se seraient installés en Atlantide et d'autres à Shambhala située quelque part dans l'actuel désert de Gobi. En faisant référence au Kalki Purana (sanskrit: कल्कि पुराण Kalki purāṇa), elle évoque aussi l'idée que Shambhala sera le lieu de la première apparition sur Terre du nouveau messie. Le thème fut repris par divers courants spirituels d’inspiration orientale. Shambhala occupe aussi une place importante dans l’Agni Yoga promu par le mystique Nicolas Roerich et sa femme Helena. Nicolas Roerich et le Soviétique Yakov Blumkin dirigèrent respectivement en 1926 et 1928 des expéditions à la recherche de Shambhala.
On retrouve trace du mythe de Shambhala et de Sanat Kumara également dans les œuvres d'Alice Bailey (fondatrice en 1922 de Lucis Trust (en)) qui l'identifie à « l'ancien des jours » de l'ancien testament connu sous le nom de Melchisédech ou parfois encore à Élie (hébreu : אֵלִיָּהו ēliyahū, « Mon Dieu est Ya » ; syriaque : īlyā ; arabe : إِلْيَاس ilyās). La figure de Melchisédech (hébreu : מַלְכִּי־צֶדֶק) apparaît aussi dans le Livre d'Urantia et la doctrine de l'Église de Jésus-Christ des saints des derniers jours. Selon le New Age, la figure du seigneur Sanat Kumara accompagnée de 144 000 âmes de la planète Vénus serait venue sur notre terre à son heure la plus sombre pour maintenir la lumière de Dieu. Sanat Kumara est le premier dirigeant de Shambhala.
Selon Christopher Hale, Heinrich Himmler et Rudolf Hess envoyèrent des explorateurs dans ce but au Tibet en 1930, 1934-35 et 1938-39.
Dans certains mythes occidentaux modernes, Shambhala est un monde souterrain jouant un rôle tantôt positif, tantôt négatif, parfois couplé avec Agartha, un autre monde souterrain qui est son opposé. Dans la nouvelle théorie de la Terre creuse proposée à la fin des années 1950 par Henrique Jose de Souza, président de la société théosophique brésilienne, Shambhala est la capitale du monde intra-terrestre nommé Agartha d'où proviennent les ovnis. Déjà les occultistes nazis avaient vu une possible connexion entre Shambhala et Thulé. Ces associations ont donné lieu à des interprétations anti-bolchéviques ou anti-abrahamiques du combat du roi de Shambhala contre le mal évoqué dans le Tantra Kalachakra.

## Dans le judaïsme
Dans le judaïsme apparaît la figure d'Élie (hébreu : אֵלִיָּהו ēliyahū, « Mon Dieu est Ya » ). Enlevé par un char céleste, il est vivant éternellement. Ce récit sur l'enlèvement d'Élie dans un chariot de feu a inspiré la construction de certains scénarios eschatologiques sur son retour miraculeux sur Terre. D'après le Livre de Malachie, Élie reviendra avant le jugement dernier : « Voici, je vous enverrai Élie, le prophète, avant que le jour de l'Éternel arrive. ». À l'image du messie, la tradition juive attend donc le retour d'Élie.
Le rapt d'Élie inspire (voir ci-dessus) certains tenants de l'ufologie New Age, par contre aucune mention n'est faite dans les textes bibliques d'un royaume comme Shambhala.
La figure d'Élie sera reprise dans la tradition musulmane et rattachée à Al-Khidr (Sanat Kumara) et donc au mythe de Shambhala.

## Dans la religion musulmane
Ce même Sanat Kumara qui apparaît dans l'hindouisme et qui est vénéré par les Théosophes comme premier dirigeant de Shambalha est Al-Khidr, Al-Khiḍr ou Khezr (arabe : الخضر, perse : خضر, turc : Hızır, « Le Vert »), personnage important de l'alévisme et du soufisme. Hamza Youssouf pense qu'il peut correspondre à Bouddha. Il serait un descendant de Noé, de la cinquième génération. Il est l'un des 124 000 prophètes, et l'un des quatre prophètes éternels de l'Islam. Al-Khidr a atteint la source de la vie et bu l'eau de l'immortalité. Son nom signifie « le verdoyant ». Le vert est la couleur de l'Islam ; cette couleur est aussi associée à l'imâmisme duodécimain, puisque le 12e Imâm, occulté, est supposé s'être retiré sur l'Île verte (assimilée à Shambhala), au centre de la mer Blanche. Chez Ibn 'Arabî, Al-Khidr est assimilé à la figure d'Élie (arabe : إِلْيَاس ilyās) et à un Gabriel personnel, dont le rôle est de guider chacun vers sa propre théophanie. René Guénon, également connu sous le nom d’Abd al-Wâhid Yahyâ, s'intéresse à l'Agartha durant sa quête mystique.

## Dans la littérature chrétienne
Le missionnaire catholique portugais Estêvão Cacella qui vécut 1585–1630) écrit avoir entendu parler d'un "Xembala" [réf. nécessaire].
Les mystiques chrétiens rhénans de l'Île Verte de Strasbourg  comme Rulman Merswin parlaient d'un « Pays-Haut »[réf. nécessaire] mais rien ne permet de dire qu'il s'agisse de Shamballa.

## Dans la littérature occidentale
L'ésotériste Alexandre Saint-Yves d'Alveydre l'assimile à « l'Agartha » [réf. nécessaire]. Le mystique Emanuel Swedenborg la situe au Tibet[réf. nécessaire].
On trouve aussi le nom de « Jérusalem des bouddhistes » dans les écrits de l'explorateur et philologue hongrois (Sándor Kőrösi Csoma) [réf. nécessaire].

L'idée d'une cité idéale existe aussi dans la croyance (profane et non religieuse) en l'existence du « Royaume du prêtre Jean » des Nestoriens alors que la tradition chrétienne orientale parle des légendes liées à « la terre des blanches eaux » ou à « l'île blanche » ou encore « Bélovodié » (russe : белую воду), particulièrement répandues chez les Orthodoxes vieux-croyants.
Shambhala pourrait avoir inspiré Shangri-La, lamaserie utopique du roman L’Horizon perdu (1933) de James Hilton.

## À la recherche de Shambhala
Les historiens se sont demandé si Shambhala avait été inspiré par un royaume réel. Certains y voient Zhangzhung ou Gugé ; des textes bön appellent d’ailleurs Shambhala la capitale de Zhangzhung. Srivijaya, qui abritait un important centre d’enseignement bouddhiste où étudia Atisha, a aussi été proposé.
Le premier Occidental à rapporter le nom de Shambhala (sous la forme Xembala) fut le missionnaire catholique portugais Estêvão Cacella. Croyant qu’il s’agissait du but de son voyage, Cathay, il suivit les indications de ses informateurs et arriva en 1627 au monastère de Tashilhunpo, siège du panchen-lama, à Shigatsé. Il existe une tradition qui situe Shambhala à Tashilunpo. 
Sándor Kőrösi Csoma fut le premier (1833) à présenter en Occident Shambhala comme un pays fabuleux. 
Les Mongols, pour leur part, situent le royaume dans une vallée de Sibérie du sud. Les mouvements spirituels occidentaux du XIXe siècle et du début du XXe siècle l’ont parfois imaginé sous le désert de Gobi ou même en Russie.

## Évocations artistiques

### Littérature
- Le mythe de Shambhala a pu inspirer le monastère idéal de Shangri-La, où se situe l'action des Horizons perdus (1933) de James Hilton, roman qui paraît trois ans après Shambhala de Nicholas Roerich[14].
- Shambhala apparaît aussi dans le roman de Terry Pratchett et Neil Gaiman, De bons présages (1990) comme un réseau de tunnels utilisé par les Tibétains.
- Dans le roman Le roi de Pékin (2009) de Marc Boulet, l'un des héros cherche à rejoindre Shambhala. La recherche de Shambhala tient une place importante dans Contre-jour de Thomas Pynchon.
- Dans le roman de Jérôme Hurstel, Shambhala (2015, réédité en 2017), le nom de la cité mythique désigne un programme de l'ONU visant la survie des populations en cas de cataclysme climatique.
- Shamballa est cité dans le livre de Baird T. Spalding Life of the Masters in the Far East, publié en français à partir de 1949 sous le titre "La vie des Maîtres" par Louis Colombelle, de son vrai nom : Jacques Weiss ; il est actuellement disponible aux Eds Robert Laffont.
- Le livre de James Redfield, Le Secret de Shambhala parle aussi de ce lieu.

### Bande dessinée
Shambhala est aussi évoqué dans de nombreuses bandes dessinées et leurs dérivés, comme :
- The Shadow ;
- Prometheus ;
- 2000 AD ;
- Les Portes de Shamballah ;
- Le trésor des 10 avatars, dans l'Univers des Canards de Disney ;
- La Caverne Tibétaine" album 23 de la série "Le Scrameustache" de Gos et Walt

### Musique
On retrouve Shambhala dans des titres musicaux comme :
- Shambala de Three Dog Night (1973) ;
- Shambala est aussi un titre d'un chant de style pop-rock composé par l'artiste américain Daniel Moore (1973) ;
- Shambala des Beastie Boys (1994) ;
- Agartha the City of Shamballa d’Afrika Bambaataa & Westbam (1998) ;

Il existe aussi un festival de musique électronique, le Shambhala Music festival, situé à Salmo, BC, au Canada.

### Jeux vidéo
Plusieurs jeux vidéo s'inspirent du mythe de Shambhala en proposant leur propre variante de la légende.
- Shambhala est l'un des lieux visités par le personnage principal d'Atlantis II de Cryo Interactive, paru en 1998 : le pays a l'apparence d'un jardin paisible et coloré.
- Dans Uncharted 2: Among Thieves, sorti en 2009 sur PS3, le héros Nathan Drake cherche Shambhala pour trouver la pierre de Chintamani, un énorme saphir brut.
- Shambhala est l'un des lieux visités par Indiana Jones dans Indiana Jones et la machine infernale de Ubisoft, paru en 1999.
- Le royaume du shambhala est au cœur de l'intrigue du jeu d'aventure Lost Horizon de Deep Silver (2011) : dans les années 1930, Fenton Paddock, ancien soldat britannique devenu contrebandier, part à la recherche d’une expédition anglaise perdue au Tibet et se trouve confronté à des Nazis en quête d'une relique qui leur ouvrirait les portes du royaume de Shambhala.
- C'est aussi un lieu d'une quête et d'une arène PvP dans le MMORPG The Secret World et dans son reboot Secret World Legends.
- C'est également une des zones du jeu Fire Emblem: Three Houses, qui est un monde caché sous terre.
- La cité de Badalom présente dans le jeu Les Mystérieuses Cités d’or Mondes Secrets, tiré de la série Les Mystérieuses Cités d’or, est librement inspirée de la cité de Shambala.

### Cinéma
- Les Horizons perdus, film américain de Frank Capra (1937), est l'adaptation du roman éponyme de James Hilton.
- Les Horizons perdus, film américain de Charles Jarrott, (1973). est un remake du précédant.
- Dans la version de 2003 de Full Metal Alchemist, un film sorti en 2005 en tant qu'épilogue de la série est appelé Conqueror of Shamballa, et fait référence au Mythe de Shambhala.
- Dans le film Docteur Strange en 2016 le « shamballa » est évoqué à l’arrivée de Steven Strange au temple des maîtres en étant utilisé pour le code du wifi.